# Englishit
Englishit ist ein sehr selten vorkommendes Mineral aus der Mineralklasse der „Phosphate, Arsenate und Vanadate“. Er kristallisiert im monoklinen Kristallsystem mit der Zusammensetzung Na2K3Ca10Al15[(OH)7|(PO4)21]·26H2O, ist also chemisch gesehen ein wasserhaltiges Natrium-Kalium-Calcium-Aluminium-Phosphat.
Englishit entwickelt meist tafelige Kristalle, die in schwach parallel geschichteten Aggregaten angeordnet sind, findet sich aber auch in Form krustiger Überzüge und bröckeliger Massen. In reiner Form ist er farblos und durchsichtig. Durch vielfache Lichtbrechung aufgrund von polykristalliner Ausbildung kann er aber auch weiß erscheinen und durch Fremdbeimengungen eine grünlichgraue Farbe annehmen, wobei die Transparenz entsprechend abnimmt.

## Etymologie und Geschichte
Erstmals entdeckt wurde Englishit im Clay Canyon nahe Fairfield im Utah County in den Vereinigten Staaten und beschrieben 1930 durch Esper S. Larsen, Earl V. Shannon, die das Mineral nach dem US-amerikanischen Mineralsammler und -händler George Letchworth English (1864–1944) benannten.

## Klassifikation
In der veralteten 8. Auflage der Mineralsystematik nach Strunz gehörte der Englishit zur Mineralklasse der „Phosphate, Arsenate, Vanadate“ und dort zur Abteilung „Wasserhaltige Phosphate, Arsenate und Vanadate mit fremden Anionen“, wo er gemeinsam mit Isoklas, Minyulit, Montgomeryit, Morinit und Overit in der „Overit-Morinit-Gruppe“ mit der Systemnummer VII/D.12 steht.
In der zuletzt 2018 überarbeiteten Lapis-Systematik nach Stefan Weiß, die formal auf der alten Systematik von Karl Hugo Strunz in der 8. Auflage basiert, erhielt das Mineral die System- und Mineralnummer VII/D.25-040. Dies entspricht der Klasse der „Phosphate, Arsenate und Vanadate“ und dort der Abteilung „Wasserhaltige Phosphate, mit fremden Anionen“, wo Englishit zusammen mit Andyrobertsit, Attikait, Birchit, Braithwaiteit, Calcioandyrobertsit, Epifanovit, Esperanzait, Goldquarryit, Lavendulan, Lemanskiit, Mahnertit, Sampleit, Shubnikovit und Zdeněkit eine unbenannte Gruppe mit der Systemnummer VII/D.25 bildet.
Die von der International Mineralogical Association (IMA) zuletzt 2009 aktualisierte 9. Auflage der Strunz’schen Mineralsystematik ordnet den Englishit in die Klasse der „Phosphate, Arsenate und Vanadate“ und dort in die Abteilung „Phosphate usw. mit zusätzlichen Anionen; mit H2O“ ein. Hier ist das Mineral in der Unterabteilung „Mit großen und mittelgroßen Kationen; (OH usw.) : RO4 < 1 : 1“ zu finden, wo es als einziges Mitglied eine unbenannte Gruppe mit der Systemnummer 8.DH.55 bildet.
In der vorwiegend im englischen Sprachraum gebräuchlichen Systematik der Minerale nach Dana hat Englishit die System- und Mineralnummer 42.13.08.01. Das entspricht der Klasse der „Phosphate, Arsenate und Vanadate“ und dort der Abteilung „Wasserhaltige Phosphate etc., mit Hydroxyl oder Halogen“. Hier findet er sich innerhalb der Unterabteilung „Wasserhaltige Phosphate etc., mit Hydroxyl oder Halogen“ als einziges Mitglied in einer unbenannten Gruppe mit der Systemnummer 42.13.08.

## Bildung und Fundorte
An seiner Typlokalität Clay Canyon fand sich Englishit in knolligen Variscit-Aggregaten, bildete sich dort also zusammen mit diesem sekundär in den dort vorhandenen, verwitterten Kalksteinen. Als weitere Begleitminerale traten dort Crandallit, Millisit, Montgomeryit und Wardit auf. Daneben konnte Englishit aber auch vergesellschaftet mit Childrenit, Eosphorit, Mitridatit, Pahasapait, Parafransoletit, Robertsit, Roscherit, Tiptopit und Whitlockit in den Granit-Pegmatiten der „Tip Top Mine“ nahe Fourmile im Custer County (South Dakota) nachgewiesen werden.
Weitere bisher bekannte Fundorte sind die „Meikle Mine“ bei Bootstrap im Elko County, die „Carlin Gold mine“ nahe Lynn und die „Gold Quarry Mine“ nahe Maggie Creek im Eureka County sowie die „Redhouse Barite Mine“ Potosi im Humboldt County in Nevada.

## Kristallstruktur
Englishit kristallisiert monoklin in der Raumgruppe A2/a (Raumgruppen-Nr. 15, Stellung 2) oder Aa (Nr. 9, Stellung 4) mit den Gitterparametern a = 38,43 Å; b = 11,86 Å; c = 20,67 Å und β = 111,3° sowie 4 Formeleinheiten pro Elementarzelle.